# CamSoda
CamSoda — це платформа для потокової передачі вебкамер.
CamSoda була заснована Дароном Ландіном в 2014 році. Платформа відеострімінгу призначена для вебкамер для дорослих і не для дорослих. CamSoda була першою, хто запропонував 360-градусні прямі трансляції у віртуальній реальності. Він пропонує продукти, що використовують технологію сенсорного екрану віртуальної реальності, інтерактивні секс-іграшки та продукти на базі біткойнів і Ethereum.
Компанія та її продукція згадуються в різних засобах масової інформації, включаючи The Howard Stern Show, PC Magazine, Glamour та Cosmopolitan.